# Küsten-Vespermaus
Die Küsten-Vespermaus (Calomys chinchilico) ist ein wenig erforschtes Nagetier aus der Gattung der Vespermäuse (Calomys) in der Familie der Wühler (Cricetidae). Sie wurde 1999 von Kateryn Pino am Cerro Lloque in der Andenregion Arequipa im Südwesten Perus in 900 m Höhe entdeckt und 2014 von Horacio Zeballos und seinen Kollegen wissenschaftlich beschrieben.

## Merkmale
Die Kopf-Rumpf-Länge beträgt 61,9 bis 89 mm, die Schwanzlänge 60 bis 75 mm, die Ohrenlänge 14 bis 19,6 mm, die Hinterfußlänge 16,5 bis 19,6 mm und das Gewicht 11 bis 19 g. Das sattolive bis dunkelolive Rückenfell ist mit schwarzen Haaren durchsetzt. Über das Fell verläuft ein unscharfer gelblichbrauner bis gelblichgrüner Längsstreifen. Die Kopfseiten, die Körperflanken und der Bauch sind weißlich bis blass rauchgrau. Die Basishaare sind dunkelgrau. Die Ohren sind oliv-gelbbraun. Die Hinterfüße und der untere Teil des Schwanzes sind blass oliv-gelbbraun. Der zweifarbige Schwanz ist an der Oberseite gelblichbraun und an der Unterseite weiß.

## Lebensraum und Lebensweise
Die Küsten-Vespermaus bewohnt offene Vegetation und Buschland in Höhenlagen von 280 bis 980 m, das von Grindelia glutinosa und Mimosa albida dominiert wird. Sie ist ein Endemit der Loma-Formation, einer Pflanzengesellschaft, die vom aufsteigenden Nebel abhängig ist und daher auch als „Nebeloase“ bezeichnet wird. Die Nahrung besteht aus Insekten und Körnern. Weiteres ist über die Lebensweise nicht bekannt.

## Status
Die Küsten-Vespermaus ist gegenwärtig nicht von der IUCN Red List erfasst. Obwohl sie in ihrer Region noch häufig vorkommt, stellen menschliche Aktivitäten, insbesondere die Goldsucher, eine Gefährdung dar.